# ウラジーミル・ソロヴィヨフ (哲学者)

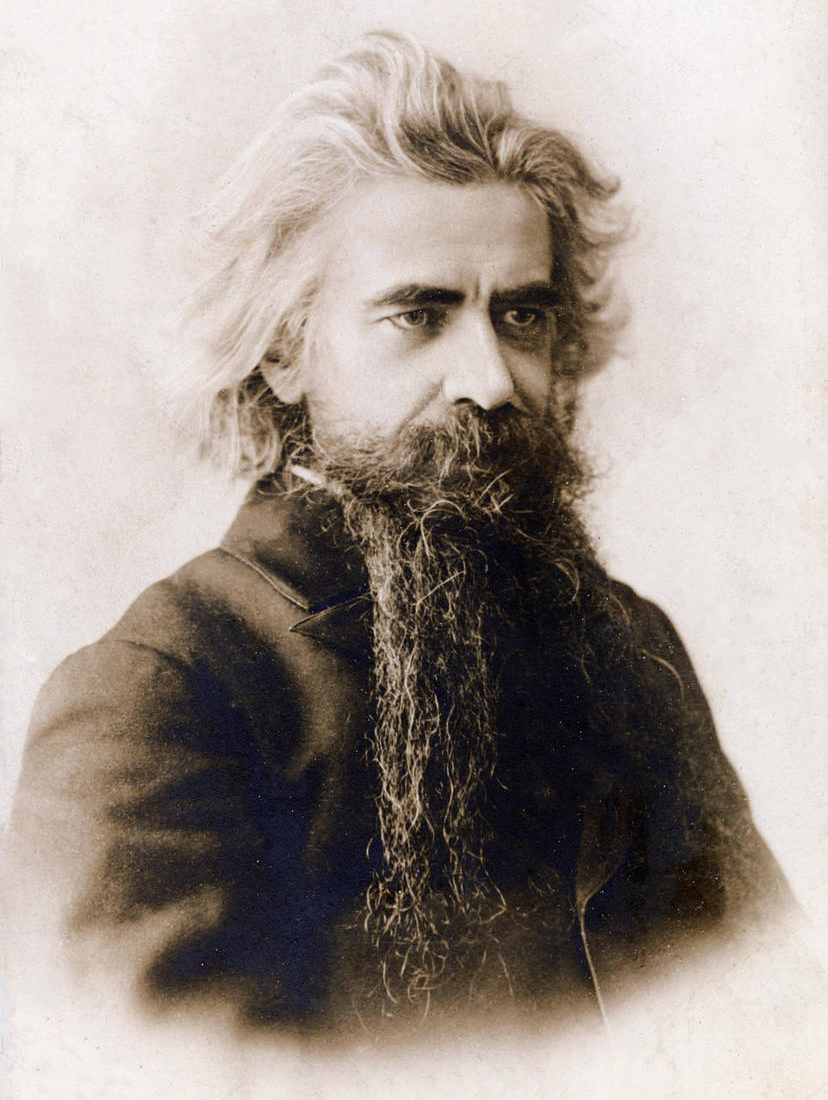
V・S・ソロヴィヨフ

ウラジーミル・セルゲイェヴィチ・ソロヴィヨフ（ロシア語: Владимир Сергеевич Соловьёв、1853年1月28日 - 1900年8月13日）は、19世紀ロシアの哲学者、文明批評家、詩人。父は歴史家セルゲイ・ソロヴィヨフ。

## 生涯
モスクワに生まれ、伝統的なロシア正教会で育てられ、1869年から1873年までモスクワ大学の物理数学部で学ぶ。1874年に『西欧哲学の危機　Кризис западной философии』でマギスターの学位を取り、1880年に『抽象的哲学原理批判』でドクターの学位を取る。一時サンクトペテルブルク大学で哲学を教えるが、1881年にナロードニキの死刑に反対する講演をしたために大学を追放され、文筆活動に入る。1880年代は西欧とロシアのキリスト教の統一を目指し、普遍教会を唱える。1890年代以降は理想的な教会の実現は不可能であることを悟ってからは神秘的な傾向が強まり、アンチキリストの到来と世界の終末を予感しつつ世を去る。その思想はベルジャーエフに影響を与え、その文学理論はヴャチェスラフ・イヴァーノフ、ブローク、ベールイなどのロシア象徴主義の詩人たちに信奉された。

## 思想

### 宗教哲学
ソロヴィヨフの根本傾向は「普遍主義」であり、部分が全体から分離せず、抽象も自己主張も何ら存在しない統一体、神的宇宙を直観した。美・知・善は三位一体であり、この最高の中心から切り離された諸原理はどれもみな部分的真理をふくみ、最高の神的原理に再統合されることによって、すべてを包括する統一は完成できる。彼の教会統合論はこの普遍主義に由来している。理性の権利を承認する点ではプラトン、カント、ヘーゲル、ショーペンハウエルと一致し、同時にキリスト教神智学者であるヤコブ・ベーメやフランツ・バーダー、晩年のシェリングとも親近性がある。
かつてイエス・キリストのうちに神性と人間性の完全な結合が現前したように、人類や人間社会が集合体として「神人」化しうるとソロヴィヨフは考えた。キリスト教会の歴史は、神人社会の到来が現れる可能性を示している、と。同時代の思想家コンスタンティン・レオンチェフは、「自由な進歩」に固執するソロヴィヨフに失望し、賛美者から強力な反対者へと転じている。しかし晩年のソロヴィヨフは人間の進歩に幻滅を感じ、「神の国」は歴史の終わりにのみ実現するという黙示録的な解決に傾いている。

### 美学と文学
美は三位一体的なイデアの一側面である。芸術の役割とは、美という手段による神の啓示を捉えることにある。芸術の源泉は、芸術家の主観にあるのではなく永遠のイデアの中にある。芸術家にできるのは神から一時的に与えられるかもしれない霊感をよりよく受容できるような環境や生理条件を用意することだけである。ソロヴィヨフは、チェルヌイシェフスキーが芸術家の想像の産物よりも現実生活に見られる美に高い価値を認めたことに賛成する。しかし、ピーサレフが極言したような「靴はシェークスピアより重要である」という功利的な芸術観、というより生活至上主義に反対する。芸術家の主観を認めないという立場から、批評家にも作者の心理的動機よりも客観的環境や思想の方面に注目するよう勧告する。
文学においては叙情詩に高い地位を与え、純粋な人間精神の表現に適していると考えた。叙情詩には自然の永遠の美や愛の無限の力が直接に啓示され、ヘーゲルの予想と反して、詩の最高の境地には作者の個人感情や主観は存在の余地がない。ソロヴィヨフがロシアのいわゆるデカダン派の詩人を「シンボリスト」ではないと強調したのは、彼らの自我がイデアを曇らせているという理由からである。

## 主要著作
- 『神人についての講義 Чтениия о Богочеловеке』(1881年)
- 『ロシアと普遍教会 La Russie et l'Eglise universelle』(1889年)
- 『芸術の一般的意義 Общий смысл искусства』(1890年)
- 『善の基礎づけ Оправдание добра』(1894年)
- 『三つの対話 Три разговора』(1900年)